# حصن كعب بن الأشرف
حصن كعب بن الأشرف، من الحصون القديمة في المدينة المنورة، ويُعتبر من أهم وأبرز القلاع التاريخية فيها تم بناؤه قبل 14 قرنًا، وقدرت مساحته بحوالي 2000 متر مربع. وتتكون من 20 غرفة وثمانية أبراج مراقبة إلا أن جزءًا كبيرًا من القلعة تم تدميره واختفاءه على مر العصور، ولا يزال هناك بقايا هذا الحصن الذي يزوره العديد من السكان المحليين والسياح المهتمين بالآثار والتاريخ.

## موقع الحصن
يقع الحصن هضبة من الحرة الجنوبية الشرقية للمدينة، وتبلغ مساحته 33م في 33م، ولم يبق من ارتفاع أسواره اليوم إلا ما يساوي 4 أمتار.

## كعب بن الأشرف وأذيته
- يعتبر كعب بن الأشرف ملك اليهود بالمدينة، وهو الطائي نسباً، اليهودي ديناً، وهو معدود من بني النضير، وقد نقض العهد الذي بينه وبين النبي ﷺ حسداً وحقداً، حيث أنهُ يناصر قريشاً ضد المسلمين، لذلك قال عنه النبي ﷺ: «من لكعب بن الأشرف، فإنه آذى الله ورسوله»
- جاء في طبقات ابن سعد: " وكان سبب قتله أنه كان رجلاً شاعراً يهجو النبي ﷺ وأصحابه، ويحرض عليهم ويؤذيهم، فلما كانت وقعة بدر كُبت وذل، وقال: " بطن الأرض خيرٌ من ظهرها اليوم، فخرج حتى قدم مكة، فبكى قتلى قريش وحرضهم بالشعر، ثم قدم المدينة، فقال رسول الله ﷺ: «اللهم اكفني ابن الأشرف بما شئت في إعلانه الشر وقوله الأشعار، وقال أيضاً من لي بابن الأشرف فقد آذاني». فاستعاذ جماعة من الصحابة لقتله وهم: محمد بن سلمة، وسلكان (أبو نائلة) وهو أخو كعب بن الأشرف من الرضاعة، وعباد بن بشر، والحارث بن أوس بن معاذ، وأبو عبس بن جبر، فضربوه على رأسه، وشقه محمد بن سلمة بسيف قصير، حتى هلك في شعب العجوز بين بوابة حصنه والوادي.[3][4]

## وصلات خارجية
- حصن كعب بن الأشرف في المدينة المنورة.